# Indijski piton
Indijski piton (latinski: Python molurus) je velika neotrovna vrsta pitona koja je podrijetlom iz tropskih i suptropskih područja indijskog potkontinenta i jugoistočne Azije.  Obično je svjetlije boje od burmanskih pitona i dostiže obično 3 metra dužine.

## Opis
Ljuske indijskog pitona imaju kameni uzorak s bjelkastim ili žućkastim uzorcima koji variraju od preplanulih do tamno smeđih nijansi. To varira od terena i staništa. Jedinke iz Sahyādra i Assama tamniji su, dok su oni s visoravni Dekan i istočnih Ghatsa obično svjetliji.
Indijski pizom obično raste do 3 metra što je potvrdila i studija iz 1990. koja je rađena u Nacionalnom parku Keoladeo, gdje je 25 % populacije pitona bilo dugačko između 2,7 – 3,3 metara.

## Rasprostranjenost i stanište
Indijski se pitom najčešće javlja u Indiji, južnom Nepalu, Pakistanu, Šri Lanki, Butanu, Bangladešu i vjerojatno na sjeveru Mjanmara. Živi u širokom rasponu staništa, uključujući travnjake, močvare, stjenovita podnožja, šume i riječne doline. Treba mu stalni izvor vode. Sakriva se u napuštenim grmima, u šupljim stablima, gustim vodenim trskama i mangrovoj gustini.

## Ponašanje
Sporo se kreću, pokazuju plahost i rijetko pokušavaju napasti čak i kad su ugroženi. Obično se kreću u ravnoj liniji, tzv. "hodanjem po rebrima". Izvrsni su plivači, a po potrebi mogu u potpunosti uronuti pod vodu nekoliko minuta. 

### Hranjenje
Kao i sve zmije, indijski pitoni su mesožderi i hrane se sisavcima, pticama i gmazovima.  

### Razmnožavanje
Ženke polažu do 100 jajašaca, koje ona štiti i grijea. U tom smislu sposobni su podići tjelesnu temperaturu iznad razine okoline pomoću mišićnih kontrakcija. Grijanjem noe se rastegnu između 45 – 60 cm u duljini i brzo rastu.  U Indiji je razvijena umjetna metoda inkubacije pomoću komora pod kontrolom klime za uspješno uzgoj izvađenih iz napuštenih ili bez nadzora jaja.

## Status
Indijski piton klasificiran je na granici "manje rizičnog" i blizu "ugroženog" na IUCN-ovom Crvenom popisu ugroženih vrsta (v2.3, 1996.). Ovaj popis ukazuje da može postati prijetnja izumiranjem i da je potrebno često preispitivanje.  